# Jah hut
Le jah hut est une langue môn-khmer parlée en Malaisie péninsulaire, dans le nord de l'État de Pahang. Le nombre de ses locuteurs est estimé à 5 100 (2003, COAC) et est en augmentation. 

## Classification
Le jah hut fait partie du rameau des langues asliennes.